# Sattawat Pongnairat
Sattawat Pongnairat (Nueva York, 5 de mayo de 1990) es un deportista estadounidense que compitió en bádminton, en la modalidad de dobles. Ganó dos medallas en los Juegos Panamericanos, plata en 2011 y oro en 2015.

## Palmarés internacional
| Juegos Panamericanos | Juegos Panamericanos | Juegos Panamericanos | Juegos Panamericanos |
| Año                  | Lugar                | Medalla              | Prueba               |
| -------------------- | -------------------- | -------------------- | -------------------- |
| 2011                 | Guadalajara (México) | Medalla de plata     | Dobles               |
| 2015                 | Toronto (Canadá)     | Medalla de oro       | Dobles               |